# Acrophobe
Acrophobe is een ep en de eerste uitgave van de Amerikaanse rockband Bad Astronaut. Het album werd geproduceerd door bandleden Joey Cape en Angus Cooke en werd op 6 februari 2001 uitgegeven door Honest Don's Records. In 2010 werd het album heruitgegeven door Suburban Home Records.

## Nummers
Het album bevat twee covers, namelijk de nummers "Needle in the Hay" van Elliott Smith en "500 Miles" van Hedy West.
1. "Greg's Estate" - 3:01
2. "Anecdote" - 2:47
3. "Grey Suits" - 2:19
4. "Quiet" - 1:10
5. "500 Miles" - 1:30
6. "Needle in the Hay" - 3:54
7. "Only Good for A..." - 2:47
8. "Deformed" - 2:45
9. "Logan's Run" - 2:43
10. "Unlucky Stuntman" - 8:56

## Band
- Derrick Plourde - drums
- Marko DeSantis - basgitaar
- Joey Cape - zang, gitaar
- Todd Capps - keyboard
- Angus Cooke - cello, zang, slagwerk